# Meteorologický sloup

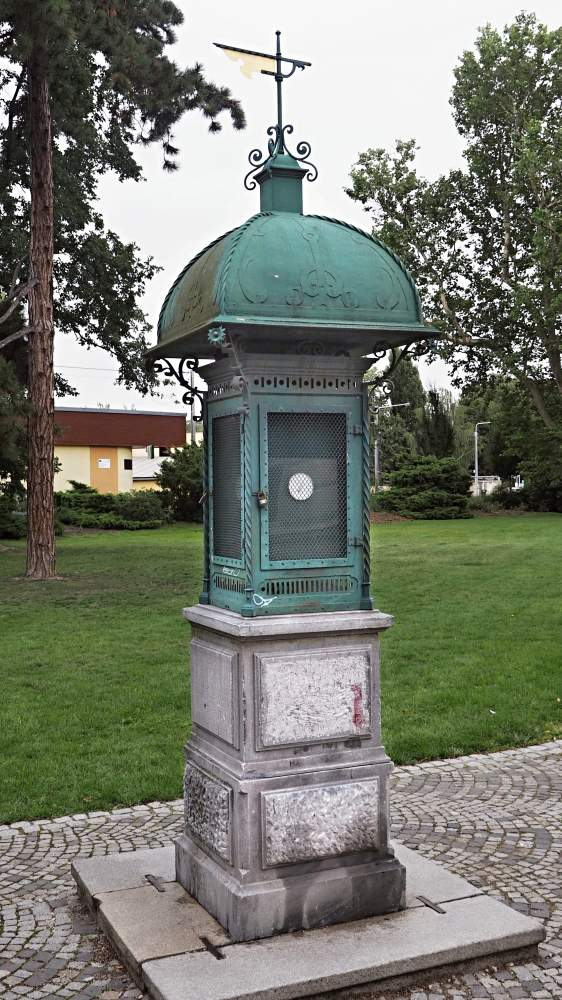
Historický meteorologický sloup ve Smetanových sadech v Krnově pochází z dílny Wilhelma Lambrechta z Göttingenu z roku 1890

Meteorologický sloup (povětrnostní sloup, sloupek, domek, kiosek, Wettersäule nebo Wetterhäuschen) je malá, zpravidla historizující a dekorativní věžovitá stavba s meteorologickými přístroji samostatně postavená ve veřejném prostoru. Původní význam povětrnostních sloupů byl zejména estetický, vzdělávací, popularizační, meteorologický a všeobecně informační. V současné době tyto již technické a kulturní památky z větší části pozbyly základní informační charakter, ale ponechaly si význam společenský a historický.

## Historie
Meteorologické sloupy vznikaly zejména od druhé poloviny 19. století do třicátých let 20. století. Jejich geografický výskyt je soustředěn na území střední Evropy, přičemž početněji v bývalém Rakousko-Uhersku. Nejdříve byly umísťovány na lázeňské promenády, kde stav počasí měl zvláště důležitou roli, a na náměstí pokrokových měst. Často také zdobily prostranství před školami, radnicemi a nově vznikající městské parky. Uplatnění tak našly v rušném městském prostředí, ale také na klidném místě parků a zahrad. 
Do českých zemí se jako módní vlna rozšířily hlavně z Rakouska a Německa v osmdesátých letech 19. století a postupně pronikly nejenom do měst a lázeňských středisek, ale také na návsi některých obcí (např. Vlčkovice a Probluz u Hradce Králové). Zřizování meteorologických sloupů na našem území bylo často vázáno na sudetoněmecké oblasti. Asi polovina známých povětrnostních kiosků byla umístěna právě v těchto oblastech. Nejvíce se zřizovaly v podhůří Jizerských hor, Krkonoš a Jeseníků, dále v okolí Hradce Králové, poblíž Liberce a na území severní Moravy a Slezska. Nemálo těchto objektů nacházíme také v oblasti západočeských lázní a také severně od Olomouce. V některých městech bylo postaveno hned několik meteorologických sloupů. Je známo, že na území Jablonce nad Nisou se nacházely minimálně čtyři. Zakládání meteorologických sloupů bylo vedeno snahou zkrášlit veřejná prostranství, ukázat práci a dovednost místních umělců, ale také prezentovat pokrok vrcholící průmyslové revoluce v podobě přesných mechanických přístrojů na měření počasí. Zřizovateli meteorologických sloupů byly nejčastěji okrašlovací, horské a turistické spolky finančně podporované např. vlivnými osobnostmi, členy městských rad a továrníky. 
Popularita meteorologických sloupů dosáhla vrcholu patrně na přelomu 19. a 20. století a krátce po něm. Jako další módní vlna se ještě vrátila ve dvacátých letech 20. století. Ovšem pokrok v dostupnosti meteorologických měření a předpovědí počasí byl nahrazen rychlým zpravodajstvím o počasí přenášeným prostřednictvím telegrafu. Obliba meteorologických sloupů postupně zanikla po druhé světové válce, kdy mnohé objekty byly značně zchátralé a bez přístrojového vybavení.

## Konstrukce objektů
Meteorologické sloupy byly vytvářeny jako unikátní umělecká díla nebo sériově vyráběny a objednávány podle nabídkových katalogů specializovaných německých a rakouských firem. Nejrozšířenější a nejznámější jsou výrobky Wilhelma Lambrechta z německého Göttingenu a Heinricha Kappellera z Vídně. Obecně byly tyto drobné stavby zhotovovány z různých materiálů (kámen, umělý kámen, cihla, dřevo, kov a sklo). Objekty byly zpravidla sestaveny z kamenného podstavce, vlastní čtyřboké přístrojové a informační vitríny a zdobné stříšky, často zakončené funkční nebo jen ozdobnou větrnou korouhví. Jejich provedení bylo inspirováno stavebními slohy té doby s množstvím historizujících a dekorativních prvků či plastických reliéfů. Zdobnost objektů dotvářely také i mystické či astrologické znaky a symboly. Meteorologické sloupy dosahovaly výšky dvou až čtyř metrů. Výjimečně až šesti metrů. Některé byly stavěny přímo jako altánky (Znojmo, Šumperk), jiné byly zakončeny např. soškou či dominantním sousoším. Různorodost jejich provedení nebyla téměř ničím limitována.

## Přístrojové vybavení

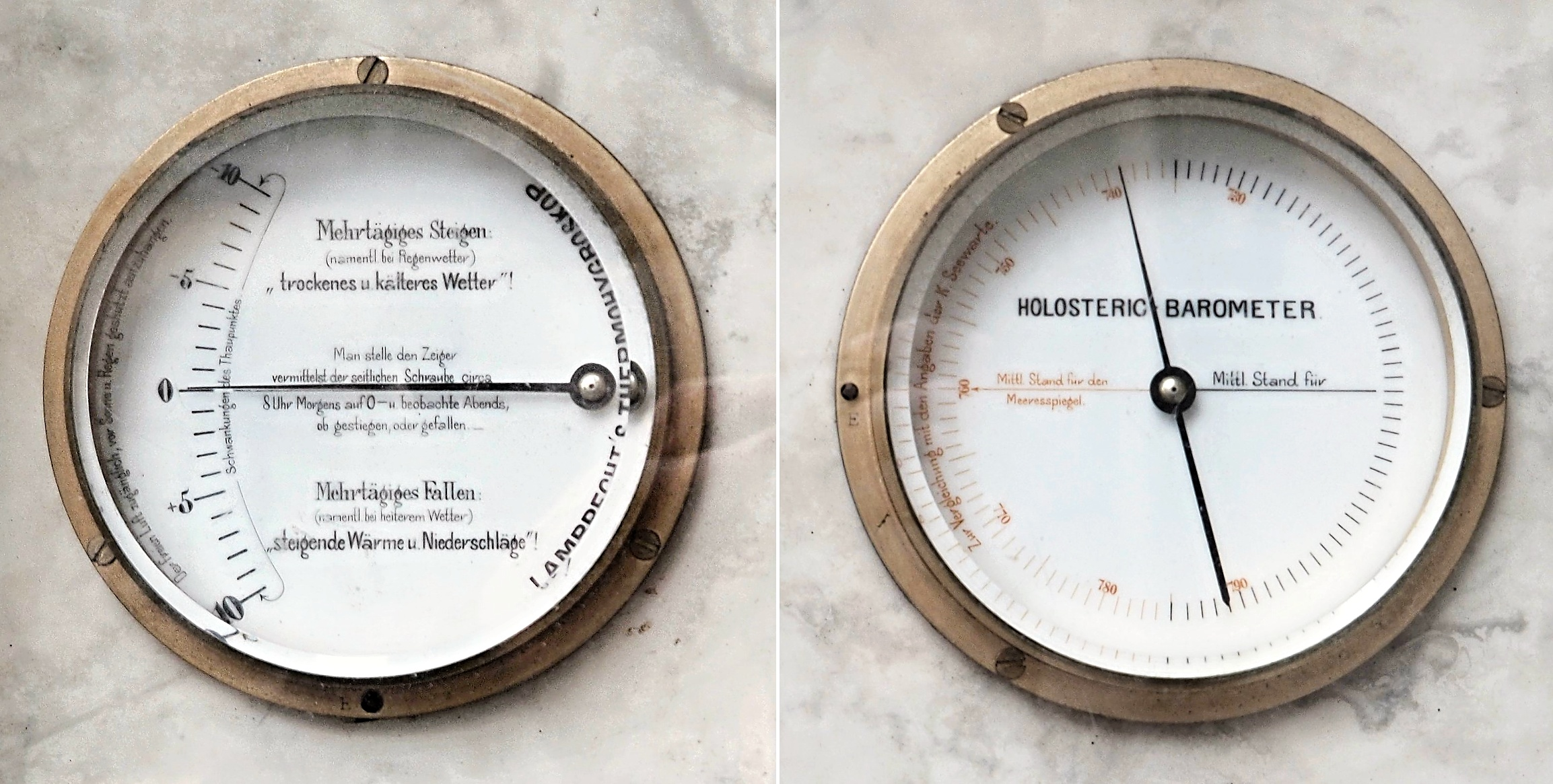
Lambrechtův povětrnostní telegraf umístěný na libereckém meteorologickém sloupu u radnice na náměstí Dr. Edvarda Beneše

Meteorologické sloupy vždy vystavovaly teploměr, tlakoměr (převážně aneroid) a vlhkoměr. Nákladnější formy objektů byly dále vybaveny kvalitními maximo-minimálními teploměry, univerzálním Lambrechtovým polymetrem (speciálním vlhkoměrem) a registračními přístroji s hodinovými strojky (barografy, termografy, hygrografy nebo jejich vzájemnými kombinacemi). Často byly vybaveny unikátním tzv. Lambrechtovým povětrnostním telegrafem kombinujícím důmyslně teploměr a vlhkoměr v jeden přístroj a společně s tlakoměrem umožňujícím lokální krátkodobou předpověď počasí. Zejména v této technické vymoženosti (povětrnostním telegrafu) spočívala obliba meteorologických sloupů. Hodně sloupů zdobily mechanické ručičkové hodiny. Jejich počet nejednou souhlasil s počtem stěn objektu. Hodiny neměly jen prvoplánové využití, ale pozorovateli počasí umožňovaly posuzovat proměnlivost meteorologických prvků v čase. Pochopení významu meteorologických měření zajišťovaly různé informační tabulky, statistické přehledy a návody. Ty zjednodušovaly čtení měřených veličin a sestavování místních předpovědí počasí. Na vrcholcích staveb byly umístěné větrné korouhve, které signalizovaly směr větru, výjimečně i rychlost větru nebo jen ukazovaly orientaci světových stran. Sériově vyráběné „Wettersäulen“ (povětrnostní sloupy) byly už dodávány společně s meteorologickými přístroji, ale pro originálně zhotovené objekty v českých zemích bylo složité sehnat kvalitní měřicí zařízení. Přístroje se tak často objednávaly pomocí nabídkových katalogů zahraničních firem. Dalším problémem oproti standardní meteorologické budce používané v staniční síty tehdy Státního ústavu meteorologického v Praze (nástupce vídeňského ústavu z období Rakouska-Uherska), bylo nedostatečně redukované oslunění přístrojů v určité části dne a malá nebo žádná ventilace uzavřených prostor sloupu s přístroji. Rovněž ošetřování a seřizování přístrojů bylo jen sporadické a nesystémové. Přesto meteorologické sloupy a jejich přístroje ve své době významně přispěly k popularizaci meteorologie mezi širokou veřejností.

## Meteorologické sloupy v Česku
Na území České republiky bylo ke konci roku 2019 zmapováno 100 historických meteorologických sloupů, které byly zřízeny před rokem 1990, z toho 96 před druhou světovou válkou. Z tohoto počtu se dochovalo 56 objektů. Od vzniku České republiky bylo postaveno více než 15 zcela nových sloupů. Takto vznikly např. objekty v Karlových Varech, Janských Lázních, Horní Blatné, Čáslavi, Trutnově, Lysé nad Labem a z nekonvenčních materiálů ve Vsetíně, Třešti a Krásné Lípě. Od roku 2015 došlo k několika zdařilým rekonstrukcím původních meteorologických sloupů (Lázně Libverda, Přelouč, Smržovka, Vsetín u sokolovny, Praha na Vítězném náměstí a u Masarykova nádraží). Uvedené počty meteorologických sloupů nejsou konečné.
Přehledy jednotlivých existujících meteorologických sloupů jsou uvedeny v článku Seznam meteorologických sloupů v Česku.

### Památková ochrana
Zatím jen menší část dochovaných meteorologických sloupů v Česku byla označena kulturní památkou a získala památkovou ochranu. Ta je uvedena u osmi staveb zařazených do Ústředního seznamu kulturních památek České republiky. Vybrané historické meteorologické sloupy tak patří mezi nemovité kulturní památky. Současně je můžeme vnímat jako technické památky (prezentující aplikovatelným způsobem poznatky vědy a techniky) a v užším významu také mezi památky zahradního umění v kategorii uměleckých a umělecko-řemeslných strukturálních prvků. Tento dvojí pohled na historický meteorologický sloup jako na památku umocňuje fakt, že zhruba polovina těchto staveb byla sériově vyrobena, a také skutečnost, že nejméně do konce sedmdesátých let 20. století byly posuzovány jen z pohledu jejich užitné hodnoty. Identifikace a pasportizace těchto kulturních památek i přes jejich ustálený architektonický typ (stavebních strukturálních prvků sériově vyrobených nebo umělecko-řemeslně zhotovených) se zabývá stavbami vykazujícími znaky městského, ale také parkového mobiliáře zasluhující zvláštní pozornost.

### Galerie

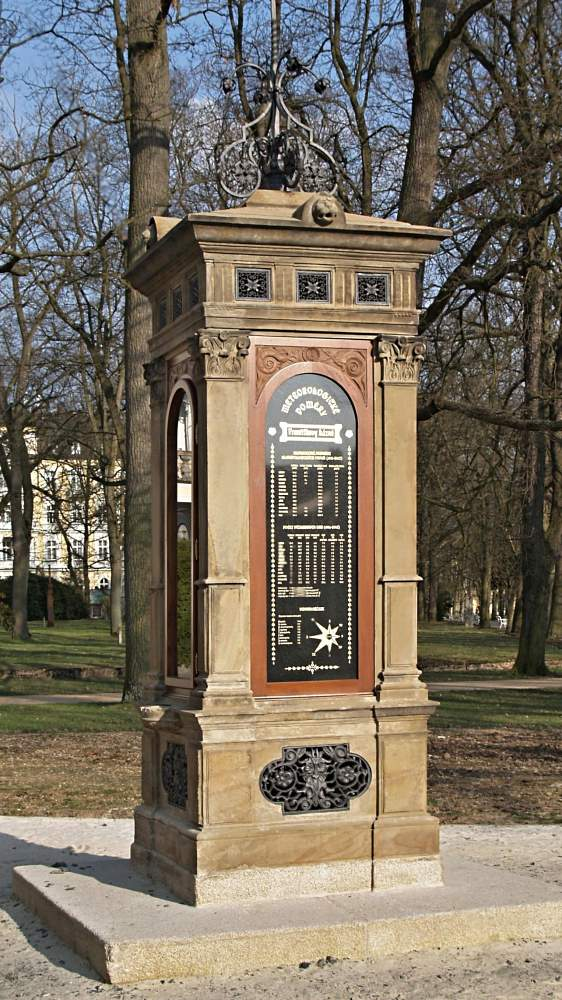
Františkovy Lázně - nejnavštěvovanější funkční meteorologický sloup v Česku z roku 1882
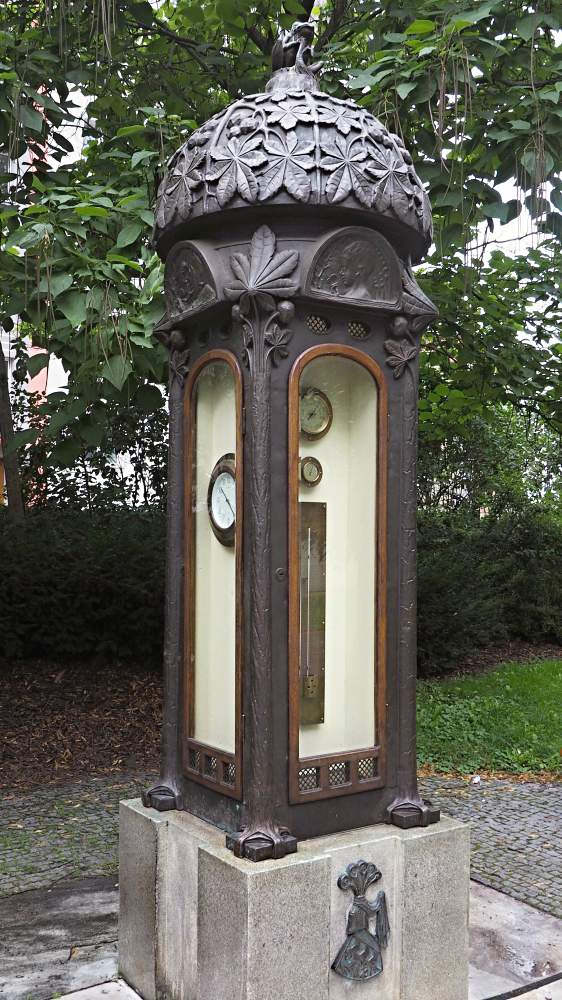
Opava - originální meteorologický sloup v Dvořákových sadech nazývaný „barometr žabka“
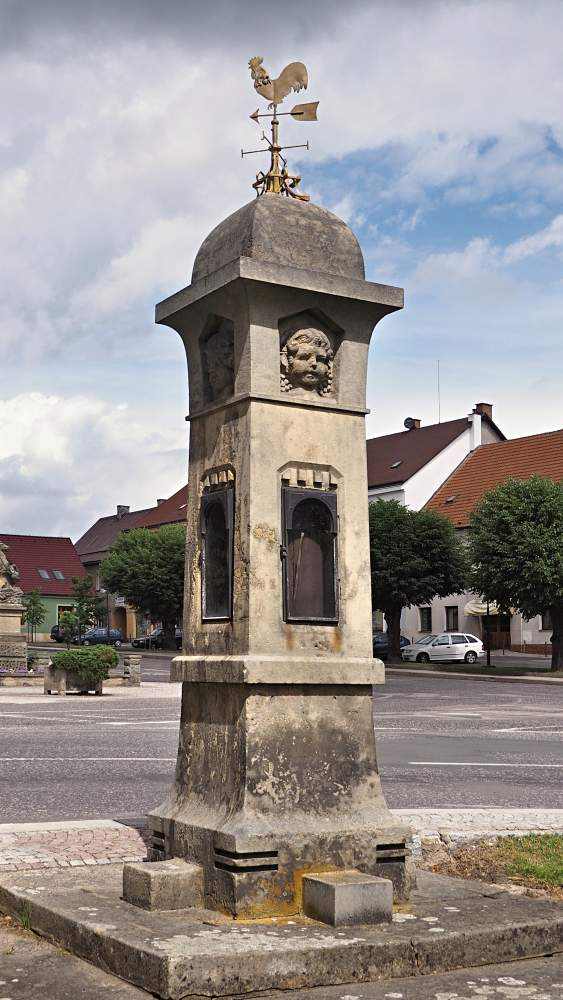
Miletín - pískovcový meteorologický sloup s reliéfy dívčích hlav a nápaditou korouhví z roku 1907
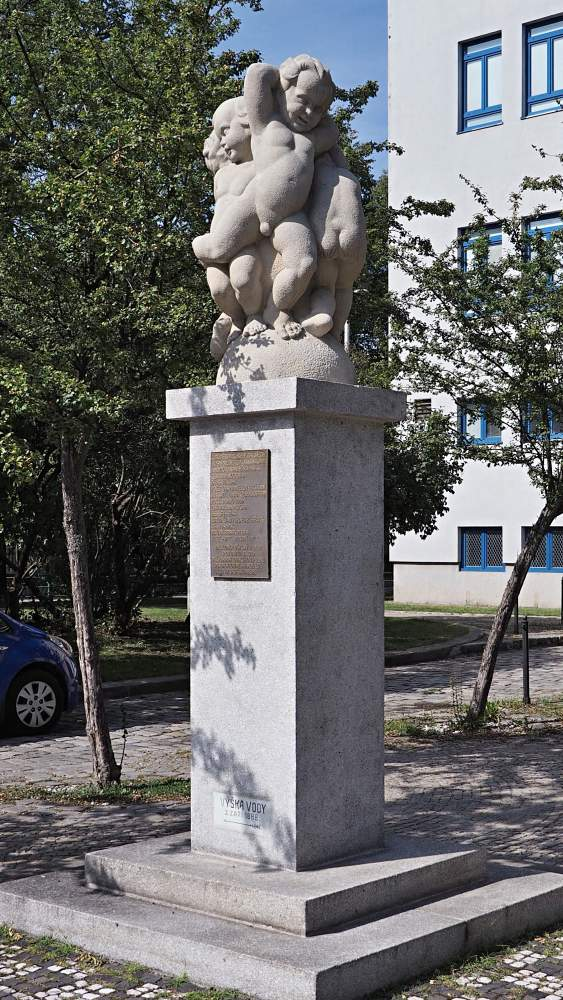
České Budějovice - meteorologický sloup s uměleckou výzdobou vyjadřující čtyři roční období
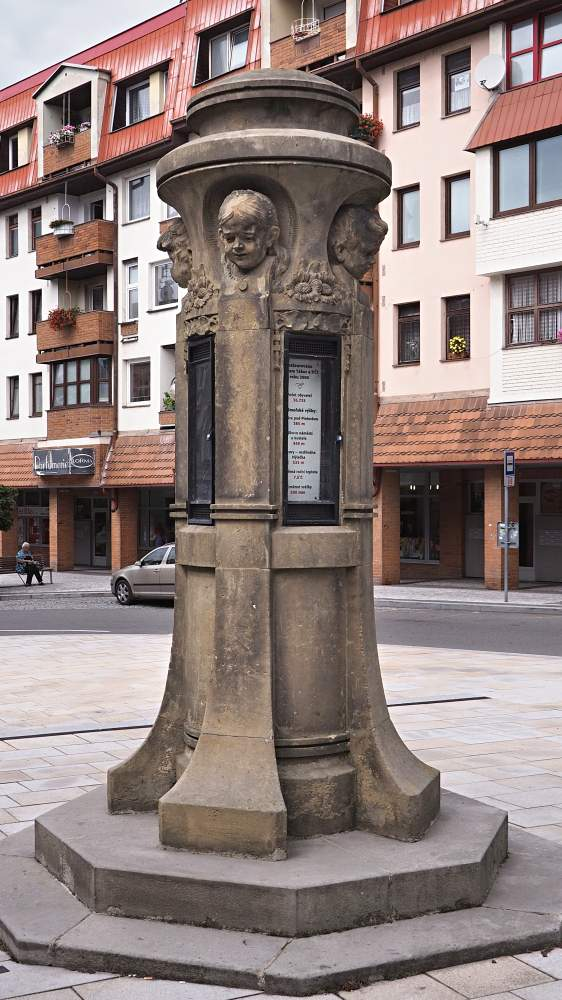
Tábor - secesní meteorologický sloup z hořického pískovce na náměstí Františka Křižíka
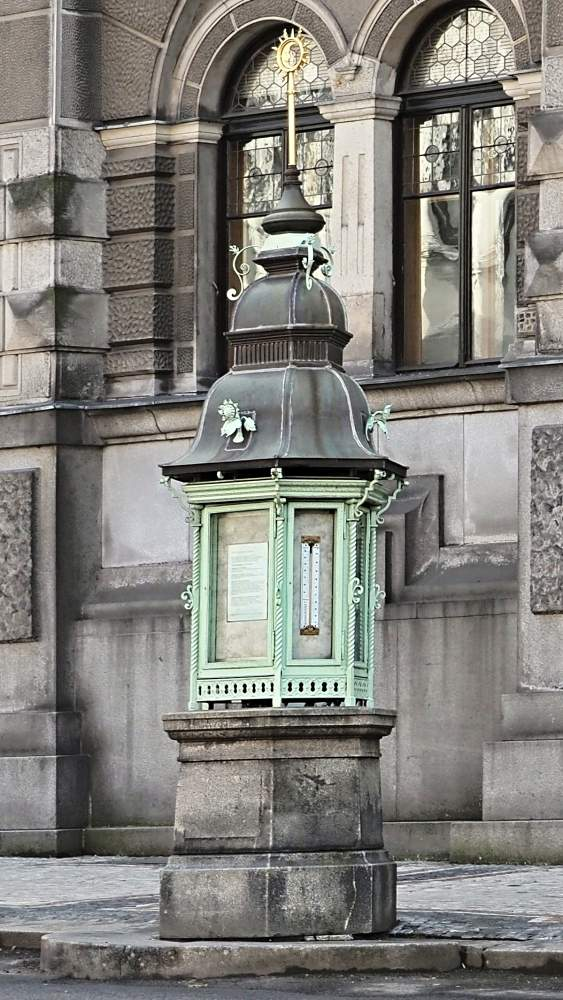
Liberec - novorenesanční sloup z dílny W. Lambrechta u zadního průčelí radnice (model Hortensia)
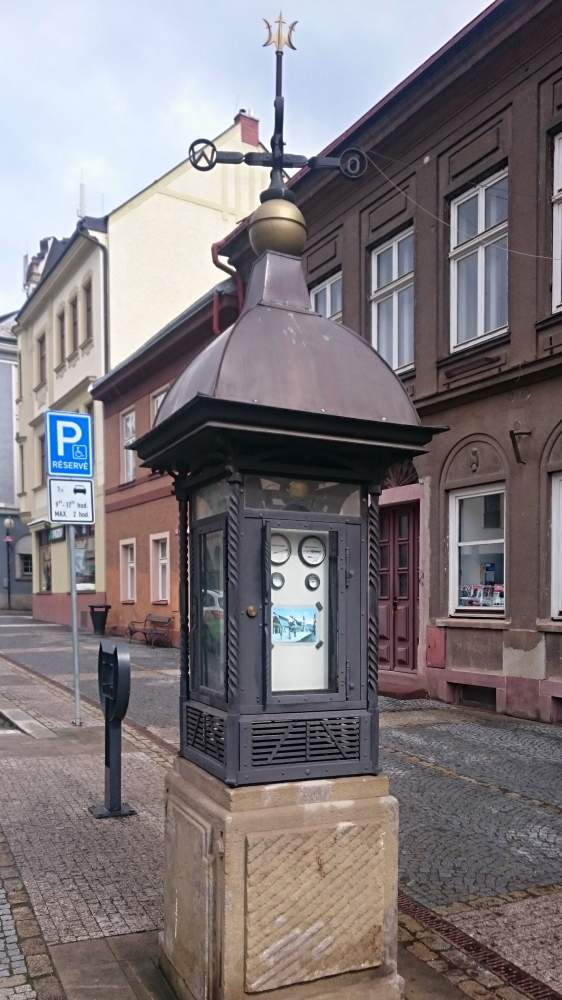
Vrchlabí - v roce 1909 sériově vyrobený povětrnostní kiosek W. Lambrechta (model Tourist)
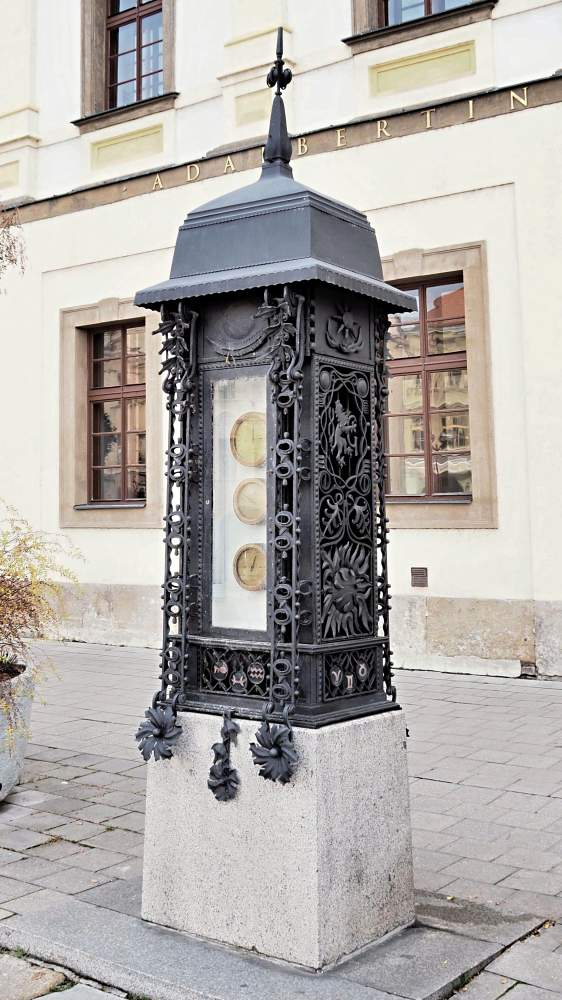
Hradec Králové - ukazatel povětrnosti před bývalou jezuitskou kolejí na Velkém náměstí z roku 1913
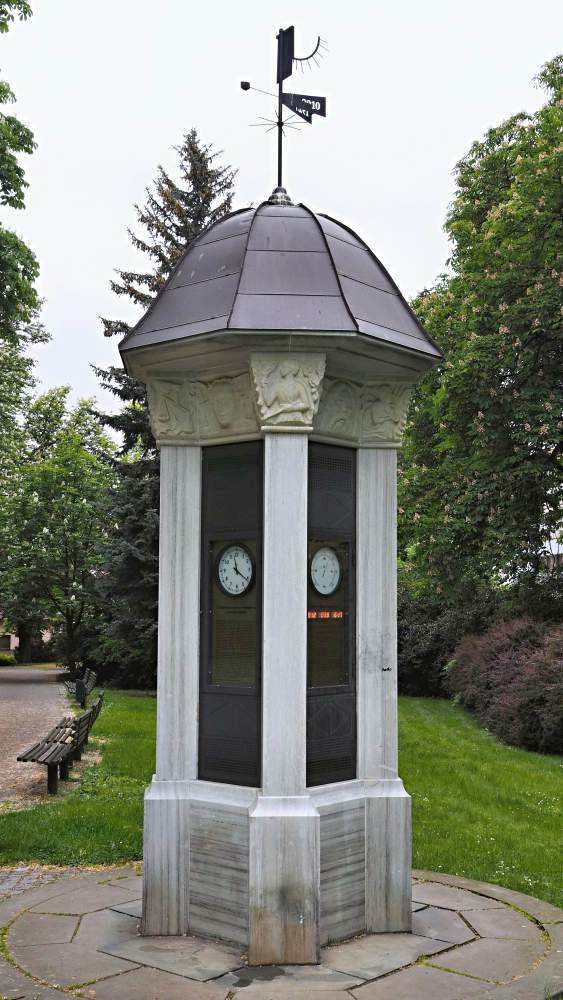
Nový Jičín - sloup z mramoru s bohatými vlysy a oceňovanou kamenickou a sochařskou výzdobou
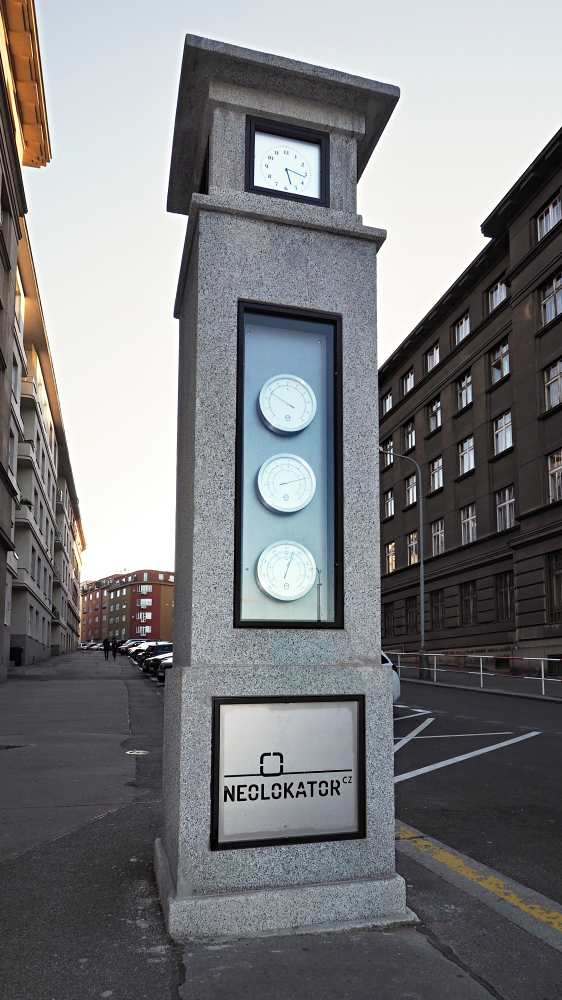
Praha - v roce 2019 obnovený meteorologický sloup z umělého kamene stojící na okraji Vítězného náměstí